# Тогузак
Тогузак (Нижний Тогузак, Тогузак) — река в России и Казахстане, протекает, соответственно, по территории Варненского и Октябрьского районов Челябинской области и Карабалыкского и Фёдоровского районов Костанайской области.
Образуется тремя истоками: Нижний Тогузак вытекает из болот восточнее села Париж, на северной окраине Джабык-Карагайского бора, и севернее села Варна впадает в Средний Тогузак (правый приток Тогузака), который сливается с Верхним Тогузаком (левый приток Тогузака) у села Алексеевка.
Протекает в северо-восточном направлении, трижды пересекая границу России с Казахстаном. Устье находится в 108 км по правому берегу реки Уй. Длина реки составляет 131 км (от истока Нижнего Тогузака — 246 км), площадь водосборного бассейна — 8860 км².

## Данные водного реестра
По данным государственного водного реестра России относится к Иртышскому бассейновому округу, водохозяйственный участок реки — Тобол от истока до впадения реки Уй, без реки Увелька, речной подбассейн реки — Тобол. Речной бассейн реки — Иртыш.